# Charles Shaw
Pour les articles homonymes, voir Shaw.
Ne doit pas être confondu avec Charles Thurstan Shaw.
Charles Shaw, né le 10 août 1900 à Melbourne en Australie et mort le 1er août 1955 à Sydney, est un écrivain australien, auteur de roman policier sous le pseudonyme de Bant Singer.

## Biographie
Pendant la Grande Dépression des années 1930, il exerce différents emplois à la campagne. Puis, il travaille pour le journal Forbes avant de publier plusieurs nouvelles dans The Bulletin.
En 1952, il publie Heaven Knows, Mister Allison  adapté en 1957 sous le titre américain éponyme (Dieu seul le sait pour le titre français) dans un film américain réalisé par John Huston.
En 1953, sous le pseudonyme de Bant Singer, il crée une série consacré à l'enquêteur Dennis Aloysius Delaney. Le premier roman En prise directe (You're Wrong, Delaney)  est un succès. L'éditeur voyant en l'auteur un successeur de Peter Cheyney. Claude Mesplède qualifie ce roman d'« excellent premier titre ». Trois autres romans de cette série sont publiés jusqu'en 1956, le dernier paraissant de manière posthume.
Charles Shaw meurt d'un accident vasculaire cérébral en 1955.

## Œuvre

### Romans

#### Romans signés Charles Shaw
- The Green Token, 1943
- Treasure of the Hills, 1944
- Heaven Knows, Mister Allison, 1952
  - La Chair et l'Esprit, traduit par Annie Mesritz, 1957

#### SérieDennis Aloysius Delaneysignée Bant Singer
- You're Wrong, Delaney, 1953 (autre titre Blind Alley, 1954)
  - En prise directe, Série noire no 311 1956
- Have Patience, Delaney!, 1954
- Don't Slip, Delaney, 1954
- Your Move, Delaney!, 1956

### Recueils de nouvelles signées Charles Shaw
- Outback Occupations, 1943
- A Sheaf of Shorts, 1944

## Filmographie

### Scénarios
- 1951 : Death Is a Number (en), film britannique réalisé par Robert Henryson
- 1952 : The Stately Homes of Kent, court métrage documentaire britannique réalisé par Robert Henryson

### Adaptation
- 1957 : Dieu seul le sait (Heaven Knows, Mr Allison), film américain réalisée par John Huston, adaptation du roman éponyme, avec Robert Mitchum et Deborah Kerr

## Sources
- Claude Mesplède, Les années "Série noire" : bibliographie critique d'une collection policière, vol. 1 : 1945-1959, Amiens, Editions Encrage, coll. « Travaux » (no 13), 1992 (ISBN 978-2-906-38934-2), p. 198-199.
- Claude Mesplède et Jean-Jacques Schleret, SN, voyage au bout de la Noire : inventaire de 732 auteurs et de leurs œuvres publiés en séries Noire et Blème : suivi d'une filmographie complète, Paris, Futuropolis, 1982 (OCLC 11972030), p. 336